# Cod ATC D01
Codul ATC D01 Antifungice de uz dermatologic este o parte a sistemului de clasificare anatomică, terapeutică și chimică a medicamentelor, un sistem dezvoltat de către Organizația Mondială a Sănătății (OMS) pentru clasificarea medicamentelor și a altor produse medicinale. Subgrupul D01 este o parte a grupului D Preparate dermatologice.
Codurile pentru preparatele de uz veterinar sunt create prin alipirea literei Q în fața codului ATC corespunzător produsului pentru uz uman; de exemplu, QD01. Codurile ATCvet care nu au un cod ATC corespunzător produsului de uz uman sunt citate începând cu Q în lista următoare.

## D 01 AAntifungicepentru uz topic

### D 01 AAAntibiotice
D01AA01 Nistatină
D01AA02 Natamicină
D01AA03 Hachimicină
D01AA04 Pecilocină
D01AA06 Mepartricină
D01AA07 Pirolnitrină
D01AA08 Griseofulvină
D01AA20 Combinații

### D 01 AC Derivați deimidazolșitriazol
D01AC01 Clotrimazol
D01AC02 Miconazol
D01AC03 Econazol
D01AC04 Clomidazol
D01AC05 Izoconazol
D01AC06 Tiabendazol
D01AC07 Tioconazol
D01AC08 Ketoconazol
D01AC09 Sulconazol
D01AC10 Bifonazol
D01AC11 Oxiconazol
D01AC12 Fenticonazol
D01AC13 Omoconazol
D01AC14 Sertaconazol
D01AC15 Fluconazol
D01AC16 Flutrimazol
D01AC17 Eberconazol
D01AC18 Luliconazol
D01AC19 Efinaconazol
D01AC20 Combinații cu corticosteroizi
D01AC52 Miconazol, combinații
D01AC60 Bifonazol, combinații
QD01AC90 Enilconazol

### D 01 AE Alte antifungice pentru uz topic
D01AE01 Bromoclorosalicilanilidă
D01AE02 Violet de gențiană
D01AE03 Tribromometacrezol
D01AE04 Acid undecilenic
D01AE05 Polinoxilină
D01AE06 2-(4-clorfenoxi)-etanol
D01AE07 Clorfenezină
D01AE08 Ticlatonă
D01AE09 Sulbentină
D01AE10 Hidroxibenzoat de etil
D01AE11 Haloprogină
D01AE12 Acid salicilic
D01AE13 Disulfură de seleniu
D01AE14 Ciclopirox olamină
D01AE15 Terbinafină
D01AE16 Amorolfină
D01AE17 Dimazol
D01AE18 Tolnaftat
D01AE19 Tolciclat
D01AE20 Combinații
D01AE21 Flucitozină
D01AE22 Naftifină
D01AE23 Butenafină
D01AE24 Tavaborol
D01AE54 Acid uUndecilenic, combinații
QD01AE91 Bronopol
QD01AE92 Acid bensuldazic

## D 01 B Antifungice pentru uz sistemic

### D 01 BA Antifungice pentru uz sistemic
D01BA01 Griseofulvină
D01BA02 Terbinafină